# Gunter Wesener
Gunter Wesener (* 3. Juni 1932 in Graz; † 27. Mai 2023 ebenda) war österreichischer Rechtswissenschaftler, Rechtshistoriker und Professor der Universität Graz.

## Leben
Gunter Weseners Familie stammt aus Recklinghausen in Westfalen, einige seiner Vorfahren waren kurkölnische Richter im Vest Recklinghausen. Stammvater der Familie ist Wolffgang Wesener (1494–1557), Schultheiß in Halle an der Saale. Ein Vorfahre im 16. Jahrhundert war der langjährige Bürgermeister von Köln und kaiserliche Rat Arnold von Siegen.
Gunter Wesener besuchte von 1942 bis 1950 das Grazer Lichtenfels-Gymnasium und studierte danach Rechtswissenschaften in Graz. Die Promotion erfolgte am 5. November 1954. Am 14. März 1959 heiratete er die gebürtige Boznerin Carmen Lintner.
Zu seinen Lehrern an der juridischen Fakultät in Graz gehörten Artur Steinwenter, Sibylle Bolla-Kotek, Max Rintelen, Walter Wilburg, Hermann Baltl und Hermann Hämmerle; zu seinen Studienkollegen gehörten Franz Bydlinski, Robert Seiler und Josef Krainer junior. Im Studienjahr 1953/54 war er wissenschaftliche Hilfskraft, danach nach Abschluss der Gerichtspraxis ab 1. April 1955 Assistent am Institut für römisches Recht an der Grazer Universität.
Die Habilitation auf Anregung von Artur Steinwenter und Hubert Niederländer erfolgte am 11. Juli 1957 mit der Arbeit Geschichte des Erbrechtes in Österreich seit der Rezeption (venia für Römisches Recht und Privatrechtsgeschichte der Neuzeit). Gutachter waren Theo Mayer-Maly und Hermann Baltl. Thema des Probevortrages war die Überwindung der Selbsthilfe im römischen Recht.
1958 war Gunter Wesener Gastdozent in Heidelberg, am 16. September 1959 wurde er als Nachfolger Artur Steinwenters zum außerordentlichen, mit 25. November 1963 zum ordentlichen Professor der Rechts- und Staatswissenschaften an der Universität Graz mit Lehrverpflichtung für Römisches Recht ernannt. Dekan der Grazer juridischen Fakultät war er im Studienjahr 1965/66 und von 1979 bis 1981. Ab 1987 war Gunter Wesener Mitglied der Kommission für die Savigny-Stiftung der Österreichischen Akademie der Wissenschaften (seit 1995: Kommission für Rechtsgeschichte Österreichs). Ab 1989 war er Mitherausgeber der Forschungen zur neueren Privatrechtsgeschichte, ab 2011 der Beiträge zur Rechtsgeschichte Österreichs. Ab 1995 war er Mitglied der international zusammengesetzten Jury für die Verleihung des „Premio romanistico internazionale Gérard Boulvert“, ab 2009 Mitglied des Comitato scientifico internazionale der Zeitschrift 'IVRA', ab 2010 auch des Comitato der Zeitschrift 'Index'.
Schüler Weseners waren Herwig Stiegler, Georg Klingenberg, Johannes Michael Rainer, Evelyn Höbenreich und Martin Pennitz.
Schwerpunkte der wissenschaftlichen Tätigkeit Gunter Weseners lagen im Römischen Privatrecht, beim Usus modernus pandectarum und bei der Privatrechtsgeschichte. Die in mehreren Auflagen erschienene „Neuere deutsche Privatrechtsgeschichte“, eine Neubearbeitung des Werkes von Gerhard Wesenberg, war Lehrbuch für Generationen von Jusstudenten und wurde ins Spanische und Italienische übersetzt.

## Auszeichnungen
- 1992 Großes Goldenes Ehrenzeichen des Landes Steiermark
- 2005: Wilhelm-Hartel-Preis der Österreichischen Akademie der Wissenschaften

## Werke (Auswahl)
Das Schriftenverzeichnis von Gunter Wesener umfasst in der Ausgabe der Drei Vorträge … (siehe Literatur) die Seiten 58–77.
- Geschichte des Erbrechtes in Österreich seit der Rezeption (Habilitationsschrift) (= Forschungen zur Neueren Privatrechtsgeschichte. Band 4), Graz/Köln 1957, ISBN 3-205-08025-4 (nachträglich vergebene ISBN, nicht allgemein verwendbar).
- Actiones ad exemplum. In: Zeitschrift der Savigny-Stiftung für Rechtsgeschichte, Romanistische Abteilung 75, 1958, S. 220–250.
- Offensive Selbsthilfe im klassischen römischen Recht. In: Festschrift Artur Steinwenter zum 70. Geburtstag, Graz 1958, S. 100–120.
- Das innerösterreichische Landschrannenverfahren im 16. und 17. Jahrhundert (= Grazer rechts- und staatswissenschaftliche Studien. Band 10). ZDB-ID 510041-0, Graz 1963, Keine ISBN, OCLC 7607242.
- Max Rintelen †. In: Zeitschrift des Historischen Vereines für Steiermark. Heft 61, 1970, ISSN 0437-5890, S. 255–260.
- Zur Bedeutung der österreichischen Landesordnungsentwürfe des 16. und 17. Jahrhunderts für die neuere Privatrechtsgeschichte. In: Festschrift Nikolaus Grass zum 60. Geburtstag, Bd. 1, Innsbruck/München 1974, S. 613–631.
- Der innerösterreichische Regimentsrat Nikolaus von Beckmann und sein Kodifikationsplan. In: Paul Urban: Johannes Kepler 1571–1971. Gedenkschrift der Universität Graz. Herausgegeben vom Akademischen Senat, Graz 1975, ISBN 3-7011-7037-1, S. 641–656.
- Römisches Recht und Naturrecht. Geschichte der Rechtswissenschaftlichen Fakultät der Universität Graz. Teil 1 (= Publikationen aus dem Archiv der Universität Graz. Band 9), Graz 1978, ISBN 3-201-01059-6.
- Entwicklung des Konkursrechtes in den altösterreichischen Ländern, vornehmlich im 16. und 17. Jahrhundert. In: Festschrift Hermann Baltl zum 60. Geburtstag, Innsbruck 1978, S. 535–556.
- Das Verfahren vor der niederösterreichischen und der innerösterreichischen Regierung als erster Instanz „in Hofrechen“ und „verhörsweiß“ (Ordinari- und Extraordinari-Prozeß). In: Berthold Sutter (Hrsg.): Die Steiermark im 16. Jahrhundert (= Forschungen zur geschichtlichen Landeskunde der Steiermark. Band 27), Graz 1979, S. 181–242.
- Neuere deutsche Privatrechtsgeschichte im Rahmen der europäischen Rechtsentwicklung. Neubearbeitung des Werkes von Gerhard Wesenberg. 4. Auflage, Wien/Köln 1985, ISBN 3-205-08375-X. Spanische Übersetzung: Historia del derecho privado moderno en Alemania y en Europa. Valladolid 1998, ISBN 84-8406-987-7. Italienische Übersetzung: Storia del diritto privato in Europa. Padova 1999, ISBN 88-13-18984-2.
- Beiträge zur antiken Rechtsgeschichte. Festschrift für Arnold Kränzlein (= Grazer rechts- und staatswissenschaftliche Studien. Band 43), Graz 1986, ISBN 3-7011-8958-7.
- Aequitas naturalis, „natürliche Billigkeit“, in der privatrechtlichen Dogmen- und Kodifikationsgeschichte. In: Margarethe Beck-Mannagetta (Hrsg.): Der Gerechtigkeitsanspruch des Rechts. Festschrift für Theo Mayer-Maly zum 65. Geburtstag (= Rechtsethik. Band 3). Wien/New York 1996, ISBN 3-211-82831-1, S. 81–105.
- Anfänge einer österreichischen gerichtlichen Rechtsgelehrsamkeit. Zur Prozeßrechtslehre und -wissenschaft des 17. und 18. Jahrhunderts. In: Helfried Valentinitsch: Recht und Geschichte. Festschrift Hermann Baltl zum 70. Geburtstag. Graz 1988, ISBN 3-7011-9036-4, S. 619–641.
- Adalbert Theodor Michel 1821–1877. Ein später Vertreter der Exegetischen Schule der österreichischen Jurisprudenz. In: Louis C. Morsak, Markus Escher (Hrsg.): Festschrift für Louis Carlen zum 60. Geburtstag. Zürich 1989, ISBN 3-7255-2710-5, S. 47–65.
- Einflüsse und Geltung des römisch-gemeinen Rechts in den altösterreichischen Ländern in der Neuzeit (16. bis 18. Jahrhundert) (= Forschungen zur neueren Privatrechtsgeschichte. Band 27), Wien/Köln 1989, ISBN 3-205-05234-X.
- Dingliche und persönliche Sachenrechte – iura in re und iura ad rem. Zur Herkunft und Ausbildung dieser Unterscheidung. In: Erik Jayme: Festschrift für Hubert Niederländer zum siebzigsten Geburtstag am 10. Februar 1991. Heidelberg 1991, ISBN 3-533-04310-X, S. 195–213.
- Peculia – bona adventicia – freies und unfreies Kindesgut. In: Carlo Venturini: Iuris Vincula. Studi in onore di Mario Talamanca. Neapel 2001. ISBN 88-243-1421-X. Band VIII. S. 391–419.
- Kaspar Manz, a German Jurist in the Seventeenth Century: a Man of Theory and Practice. In: John W. Cairns: Critical Studies in Ancient Law, Comparative Law and Legal History. Essays in Honour of Alan Watson, Oxford 2001, ISBN 1-84113-157-1, S. 399–411.
- Von Sachen und dinglichen Rechten: Zum Sachenrecht des Codex Theresianus. In: Rechtsgeschichte & Interdisziplinarität. Festschrift für Clausdieter Schott zum 65. Geburtstag. Bern 2001, ISBN 3-906767-55-8, S. 255–266.
- Zur Verflechtung von Usus modernus pandectarum und Naturrechtslehre. In: Helmut Koziol, Peter Rummel: Im Dienste der Gerechtigkeit. Festschrift für Franz Bydlinski. Wien 2002, ISBN 3-211-83705-1, S. 473–494.
- Emil Strohal (1844–1914). Über die Pandektistik zum neuen bürgerlichen Recht. In: Martin Josef Schermaier: Iurisprudentia universalis. Festschrift für Theo Mayer-Maly zum 70. Geburtstag. Köln/Wien 2002, ISBN 3-412-17601-X, S. 853–864.
- Österreichisches Privatrecht an der Universität Graz (= Geschichte der Rechtswissenschaftlichen Fakultät der Universität Graz. Teil 4: Publikationen aus dem Archiv der Universität Graz. Band 9), Graz 2002, ISBN 3-201-01796-5.
- Franz von Zeiller (1751–1828) – Leben und Werk. In: Joseph F. Desput, Gernot Kocher: Franz von Zeiller. Symposium der Rechtswissenschaftlichen Fakultät der Universität Graz und der Steiermärkischen Landesbibliothek am 30. November 2001 aus Anlass der 250. Wiederkehr seines Geburtstages (= Arbeiten zu Recht, Geschichte und Politik in Europa. Band 3), Graz 2003, S. 67–91.
- „Vierzig Fragen aus dem steirischen Recht.“ Ein steirischer Prozeßrechtstraktat aus dem 17. Jahrhundert. In: Janusz Sondel, Jacek Reszczyński, Paweł Ściślicki: Roman Law as Formative of Modern Legal Systems. Studies in Honour of Wiesław Litewski. Band 2, Krakau 2003, ISBN 83-233-1780-1, Seiten 241–253.
- Johannes Schneidewin 1519–1568. Im Nachdruck von: Johannis Schneidewini In quatuor Institutionum imperialium D. Iustiniani libros, commentarii, nunc post mortem eius in usum & gratiam iuris Studiosorum, necnon omnium aliorum praxim forensem sectantium, cum multis libellorum & actuum iudicialium formis, atque iuris Saxonici consensu & antinomia editi ex recognitione et cum annotationibus … Strassburg (Argentorati). Excudebat Theodosius Rihelius, 1575. VICO-Nachdruck, Frankfurt am Main 2005 (= Legistische Literatur: Rechtstradition der Europäischen Länder. Band 1), ISBN 3-936840-06-7. Seiten V–XVII.
- Zum „juridisch-politischen Studium“ an österreichischen Lyzeen und Universitäten in der Zeit von 1782 bis 1848 – Studienordnungen und Lehrämter. In: Richard Gamauf (Hrsg.): Festschrift für Herbert Hausmaninger zum 70. Geburtstag. Wien 2006, ISBN 3-214-00086-1. S. 305–327.
- Anfänge und Entwicklung der „Österreichischen Privatrechtsgeschichte“ im 19. und frühen 20. Jahrhundert. In: Zeitschrift für Neuere Rechtsgeschichte – ZNR. 28, 2006, ISSN 0250-6459, S. 364–408.
- „Einantwortung“ – Herkunft, Anwendung und Bedeutungen dieses Ausdrucks. In: Markus Steppan (Hrsg.): Zur Geschichte des Rechts. Festschrift für Gernot Kocher zum 65. Geburtstag (= Grazer rechtswissenschaftliche Studien. Band 61), Graz 2006, ISBN 978-3-7011-0080-4, S. 485–494.
- Johann Baptist Suttinger und Benedikt Finsterwalder – zwei bedeutende Juristen Österreichs im 17. Jahrhundert. In: Markus Steppan, Helmut Gebhardt (Hrsg.): Festschrift für Gernot Kocher zum 60. Geburtstag (= Grazer rechtswissenschaftliche Studien. Band 51), Graz 2002, ISBN 978-3-7011-0080-4, S. 367–381.
- Ephemere Besonderheiten des spätrömischen Erbrechts. Zur Frage des Fortlebens rechtlicher Institute. In: Holger Altmeppen, Ingo Reichard, Martin Josef Schermaier: Festschrift für Rolf Knütel zum 70. Geburtstag. Heidelberg 2009, ISBN 978-3-8114-3920-7, S. 1401–1422.
- Zur Rechtsquellenlehre und zum Privatrechtssystem Georg Adam Struves (1619–1692). In: Peter Mach u. a.: Ius Romanum Schola Sapientiae. Pocta Petrovi Blahovi k 70. Narodeninám, Trnava 2009, S. 515–529.
- Leopold Pfaff (1837 bis 1914) – Zivilrechtler, Pandektist, Rechtshistoriker. In: Peter Apathy u. a. (Hrsg.): Festschrift für Helmut Koziol, Wien 2010, ISBN 978-3-902638-34-2, S. 1511–1529.
- Johann Gottlieb Heineccius 1681–1741. Einleitung zum Nachdruck von J. G. Heineccius, Opera omnia. Ad universam iuris prudentiam, philosophiam et littera humaniores pertinentia, Genf 1744–1748, 8 Bände, Vico Verlag, Frankfurt am Main 2010.
- Kodifikationen und Kompilationen. Reformprogramme und Landrechtsentwürfe des 17. und 18. Jahrhunderts. In: Zeitschrift der Savigny-Stiftung für Rechtsgeschichte, Romanistische Abteilung 127, 2010, S. 202–244.
- Zu den Anfängen der Historischen Rechtsschule romanistischer Richtung in Österreich – vornehmlich zu Ludwig Arndts von Arnesberg (1803–1878). In: Thomas Olechowski u. a. (Hrsg.): Grundlagen der österreichischen Rechtskultur. Festschrift für Werner Ogris zum 75. Geburtstag, Wien/Köln/Weimar 2010, ISBN 978-3-205-78628-3, S. 577–599.
- Arnold Luschin von Ebengreuth (1841–1932), Rechtshistoriker und Numismatiker. In: Karl Acham (Hrsg.): Rechts-, Sozial- und Wirtschaftswissenschaften aus Graz, Wien/Köln/Weimar 2011, ISBN 978-3-205-78467-8, S. 255–271.
- Paul Koschaker (1879–1951), Begründer der altorientalischen Rechtsgeschichte und juristischen Keilschriftforschung. In: Karl Acham (Hrsg.): Rechts-, Sozial- und Wirtschaftswissenschaften aus Graz, Wien/Köln/Weimar 2011, ISBN 978-3-205-78467-8, S. 273–285.
- Zur Bedeutung des Usus modernus pandectarum für das österreichische ABGB. In: Friedrich Harrer u. a. (Hrsg.): Gedächtnisschrift für Theo Mayer-Maly zum 80. Geburtstag, Wien/New York 2011, S. 571–592.
- Die Epoche des Usus modernus pandectarum in Österreich. In: Johann Egger, Georg Kabbe (Hrsg.): Aspekte der Rechtsgeschichte und der Gesellschaftspolitik in Tirol, Österreich und weltweit. Festschrift zum 70. Geburtstag von Kurt Ebert, Abagar, Veliko, Tarnovo, 2013, S. 273–296.
- Gustav Hanausek (1855–1927) und seine Schüler. Das Hanausek-Seminar. In: Peter Mach, Matej Pekarik, Vojtech Vladár (Hrsg.): Constans et Perpetua Voluntas. Pocta Petrovi Blahovi k 75. Narodeninám. Trnava 2014, ISBN 978-80-8082-764-9, S. 693–722.
- Ius Romano Germanicum – Zur Rechtsquellenlehre des Usus modernus pandectarum. In: Rena van den Bergh u. a.: Meditationes de iure et historia. Essays in honour of Laurens Winkel. Part 2. University of South Africa, Unisa Press, Pretoria 2014. In: Fundamina. ISSN 1021-545X, S. 1031–1041.
- Zur Spätphase des Usus modernus pandectarum. In: Legal Roots. The International Journal of Roman Law, Legal History and Comparative Law. In: Legal Roots 4, 2015, ISSN 2280-4994, S. 11–32.
- Nochmals zum rechtlichen Charakter des ususfructus – zur Auffassung als pars rei bzw. pars dominii. In: Isabella Piro (Hrsg.): Scritti per Alessandro Corbino 7, 2016, Libellula Edizioni, ISBN 978-88-6735-387-3, S. 515–526.
- Zu den Anfängen der österreichischen Privatrechtslehre und -Wissenschaft. In: Francesco A. Schurr,  Manfred Umlauft (Hrsg.): Festschrift für Bernhard Eccher. Wien 2017, ISBN 978-3-7046-7374-9, S. 1267–1285.
- Zur Methoden-, Rechtsquellen- und Privatrechtslehre Johann Schilters (1632–1705). In: Borut Holcman, Markus Steppan (Hrsg.): … ich rief dich bei deinem Namen und gab dir Ehrennamen (Jes 45, 4). Festschrift für Gernot Kocher zum 75. Geburtstag. University of Maribor Press, Maribor/Marburg 2017, ISBN 978-961-286-016-5, S. 457–474.
- Beiträge zu Friedrich Maassen, Friedrich Thanner, Ivo Hélory. In: Philipp Thull: 60 Porträts aus dem Kirchenrecht. Leben und Werk bedeutender Kanonisten. EOS Verlag, St. Ottilien 2017, ISBN 978-3-8306-7824-3.
- Ludwig Julius Friedrich Höpfner (1743–1797), ein Jurist zwischen Usus modernus pandectarum und Naturrecht. In: Bernd-Christian Funk, Nora Melzer Azodanloo (Hrsg.): Arbeiten in Würde. Festschrift für Günther Löschnigg zum 65. Geburtstag, Wien 2019, S. 1254–1264.

- Artikel in Nachschlagewerken:
  - Paulys Realencyclopädie der classischen Altertumswissenschaft
  - Handwörterbuch zur deutschen Rechtsgeschichte
  - Der Kleine Pauly
  - Der Neue Pauly
  - Neue Deutsche Biographie
  - Österreichisches Biographisches Lexikon 1815–1950
  - Wilhelm Brauneder (Hrsg.): Juristen in Österreich 1200–1980. ORAC, Wien 1987, ISBN 3-7015-0041-X.